# San Isidro (Choluteca)
San Isidro è un comune dell'Honduras facente parte del dipartimento di Choluteca.
Il comune è stato istituito nel 1875 con parte del comune di Pespire.